# Villareal (Filipinas)
Villareal es un municipio filipino de cuarta clase, perteneciente a la provincia de Sámar, en las Bisayas Orientales.

## Toponimia
El lugar se conoció primero como «Umauas» y, desde el siglo XIX, lleva el nombre de «Villareal».

## Historia
Hacia el año 1865, el lugar, ya por entonces perteneciente a la provincia de Sámar, tenía contabilizada una población de 6536 habitantes. Aparece descrito en el Estado geográfico, topográfico, estadístico, histórico-religioso, de la santa y apostólica provincia de S. Gregorio Magno (1865) de Félix de Huerta con las siguientes palabras:

VILLAREAL. Este pueblo, llamado antiguamente Umauas, fundado y administrado por los PP. Jesuitas, solo contaba 340 tributos con 1466 almas, incluso el pueblo de Calviga que se hallaba como visita, cuando en el año de 1768 pasó á nuestro cargo y le fué asignado por primer cura franciscano el R. P. Fr. José Estrellez. Despues fué agregado al pueblo de Calviga, y de este fué separado por decreto de 12 de Marzo de 1863 dándole el nombre que lleva. Hállase situado en los 11° 30' 45" latitud, en terreno bajo, sobre al costa O. de la isla, próximo á una ensenada poco profunda y á la izquierda de un pequeño rio que desagua en dicha ensenada. Confina por NE. con el pueblo de Calviga á una legua; por E. con los montes centrales de la isla y por S. con el pueblo de Santa Rita, situado en una isleta distante unas cinco leguas. El clima es húmedo y malsano, por inundarse fácilmente y hallarse rodeado de pantanos. Se surten de aguas del citado rio, que son muy malas y súcias. Carece de caminos, comunicándose con los pueblos limítrofes por agua. El correo se recibe de la cabecera cuando se proporciona. La Iglesia, con la advocacion de Santa Rosa de lima, es de mampostería, techada de nipa, la cual se halla sumamente deteriorada, pero ya se hallan reunidos algunos materiales para reedificarla. La casa parroquial, construida por los años de 1849 y 1850 es de tabla, techada de nipa y lo mismo la casa real. Hay una escuela de primeras letras, dotada por las cajas de Comunidad. Á este pueblo pertenecen siete visitillas, de las cuales solo es digna de notarse la llamada Talolora, situada al O. del pueblo como á dos leguas, en un hermoso llano, la que por su feraz terreno y buena posicion es probable que llegue á ser un gran pueblo. Por la mucha escasez de religiosos se halla servida esta parroquia por el P. Cura del pueblo de Calviga. El término de este pueblo no tiene límites marcados por la parte del E., cuyo terreno montuoso abunda de escelentes maderas, bejucos, palmas, buenos pastos, muchas raices alimenticias, cera y caza mayor y menor. Sus costas abundan de esquisito pescado, especialmente de sardina, pero su puerto es poco profundo, sembrado de arrecifes y poco resguardado, por lo que solo pueden surgir en él embarcaciones que no pasen de 50 toneladas. El terreno cultivado produce arroz, abacá y palauán. Sus naturales se dedican á la agricultura, beneficio del abacá y á la pesca, y las mugeres al tejido de guinaras, cuyos productos conducen á Catbalogan y otros pueblos de la provincia.
(Huerta, 1865, pp. 322-323)

En 2020, tenía censados 27 394 habitantes.